# Анџана Тамке
Анџана Тамке (рођена 16. новембра 1997) индијска је атлетичарка која се такмичи у дисциплинама на 400, 800 и 1.500 метара.

## Детињство
Анџана Тамке је пореклом из сиромашног села Ганешгаона (Ganeshgaon), удаљеног 42 км од града Нашика. Њени родитељи Давалу (Dhavalu) и Нандабаи (Nandabai) су локални фармери, узгајивачи пиринча. Анџана је често са својим братом помагала родитељима у пољопривредним пословима, што се одразило на њену снагу за трчање. С обзиром да је најближа школа удаљена седам километара од њене куће, први тренинзи су јој били свакодневно џогирање на путу до школе. Након учешћа на пар школских атлетских такмичења, Анџана је заволела трчање на средње дистанце. У почетку је трчала само како би импресионирала своје учитеље који су је касније подржавали и охрабривали да учествује на локалним такмичењима. Године 2011. са Анџаном је почео да ради акредитовани тренер Виџендер Синг (Vijender Singh) из Спортског ауторитета Индије (SAI). Заједно с њим, она је успела да корак по корак уђе у јуниорски Индијски атлетски круг.

## Каријера
Петнаестогодишња Анџана је већ постигла запажене националне рекорде на 400, 800 и 1.500 метара у категорији испод 17 година. Била је проглашена за „Најбољег атлетичара“ на Националном јуниорском првенству у атлетици, 2012, у категорији испод 16 година. Анџана је, такође, освојила три златне медаље на 24. јуниорском индијском турниру Track and Field у Белевади, у Пуни. Покупила је злато у трци на 1.500 и 400 метара, где је трчала у категорији Националних школа за узраст од 17 година. Године 2011. Анџана је освојила златну медаљу на 56. Националним играма школа, а трчала је са деветнаестогодишњакињама. Свој лични рекорд на 800 метара је оборила у Нанкингу 2013. године са временом од 2:11.47.